# Fritz Spengler
Friedrich Spengler, detto Fritz (Mannheim, 6 settembre 1908 – Weiskirchen, 10 marzo 2003), è stato un pallamanista tedesco.

## Palmarès

### Olimpiadi
- Oro a Berlino 1936 nella pallamano.